# Klaus Häßler

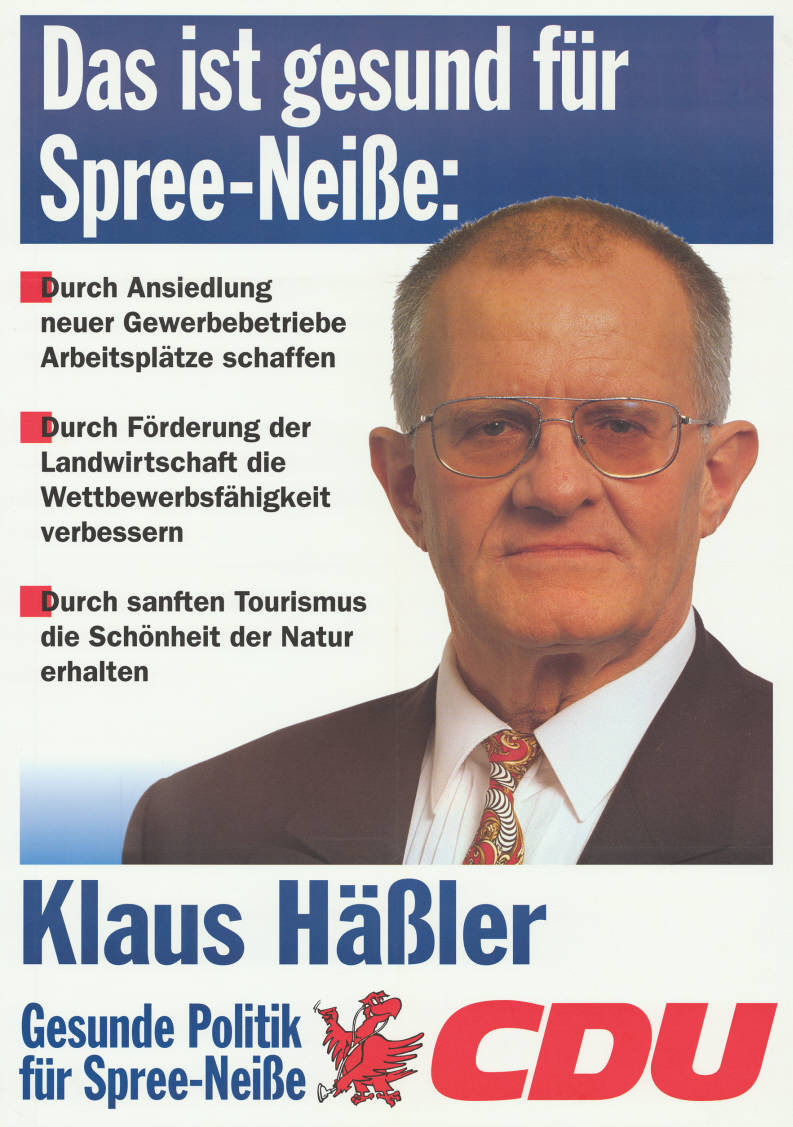
Kandidatenplakat zur Landtagswahl in Brandenburg 1994

Klaus Häßler (* 29. August 1935 in Leipzig; † 6. November 2008) war ein deutscher Politiker und Mitglied des Brandenburgischen Landtags.

## Leben
Nach dem Abitur studierte Häßler Chemie an der Ingenieurschule für Chemie in Köthen. Anschließend war er bis 1965 Leiter des Hauptlaboratoriums im Braunkohlewerk Nachterstedt und danach Technologe und Ingenieurgruppenleiter im Gaskombinat Schwarze Pumpe. 1990 übernahm er das Innenressort der Bezirksverwaltungsbehörde Cottbus.

## Politik
1973 trat Häßler in die DDR-Blockpartei CDU ein. Er war von 1975 bis 1980 Ortsgruppenvorsteher in Schwarze Pumpe und Mitglied des Kreisvorstands Spremberg sowie von 1975 bis 1990 Mitglied des Bezirksvorstands Cottbus seiner Partei. Nach der Wende zog Häßler bei den Wahlen zum Brandenburgischen Landtag 1990 und 1994 für die nunmehr vereinigte CDU jeweils über die Landesliste ins Parlament ein. Hier war er Mitglied des Präsidiums und zeitweise stellvertretender Fraktionsvorsitzender der CDU-Fraktion. Zudem war er Vorsitzender des Innenausschusses und ab 1994 Mitglied des Hauptausschusses. 1994 war Häßler Mitglied der 10. Bundesversammlung.
Nachdem der Verdacht aufgekommen war, dass Häßler inoffizieller Mitarbeiter des Ministeriums für Staatssicherheit gewesen war, wurde er 1996 aus Fraktion und Partei ausgeschlossen und war bis zum Ende der Legislaturperiode fraktionsloser Abgeordneter.